# 신고전주의
신고전주의(neo-classicism)는 18세기 말 프랑스를 중심으로 유럽에서 발전한 미술 사조다. 고대 그리스와 고대 로마 문화의 고전적 예술로부터 영감을 받은 장식, 시각예술, 문학, 연극, 음악, 건축을 이른다. 18세기 계몽주의와 비슷한 시기에 일어나 19세기 초까지 이어졌으며, 후에 낭만주의와 대립한다. 건축에서는 19세기, 20세기를 넘어 21세기까지 양식이 이어져 오고 있다.

## 역사적 배경
- 바로크 미술에 큰 영향을 끼쳤던 태양왕 루이 14세의 죽음 이후 중앙집권이 약화되고, 귀족들의 밝고 유쾌한 향락문화인 로코코 미술이 유행한다. 로코코의 회화 주제는 주로 육체적 쾌락, 우아함, 가벼운 사랑을 담고 있었다. 북미 식민지를 독점하여 기세 등등한 영국의 귀족, 엘리트들에게 로코코는 프랑스의 퇴폐적이고 타락한 문화 혹은 지난 유행으로 느껴졌다. 이러한 상황에서 기존의 왕족과 귀족 중심의 바로크와 로코코 미술에 대한 반발이 일어났고, 신고전주의가 발전하는 토대가 되었다. 이후 프랑스 혁명이 발발하면서 신고전주의 미술가들은 정권을 미화하는 예술 작품을 생산하게 된다.

## 전파
- 근대적 의미로서 새로운 양식의 출발이라 할 수 있는 신고전주의의 전파 당시 화가, 상인, 디자이너, 건축가 등의 예술계 사이에 공통적 흐름이 있었다. 그들은 국제적으로 긴밀한 네트워크를 형성해 의도적으로 '취향'을 만들어 전파했고, 빠른 보급으로 이윤을 창출할 수 있었다. 당시 폼페이 발굴 등으로 고대 문화에 대한 관심이 폭발적으로 증가했고 이는 그랜드 투어의 호황으로 이어졌다. 그랜드 투어는 유럽의 귀족 청년 층이라면 6개월 이상 이탈리아(로마, 나폴리)를 여행하며 고대 문화를 답습하던 경향을 말한다.

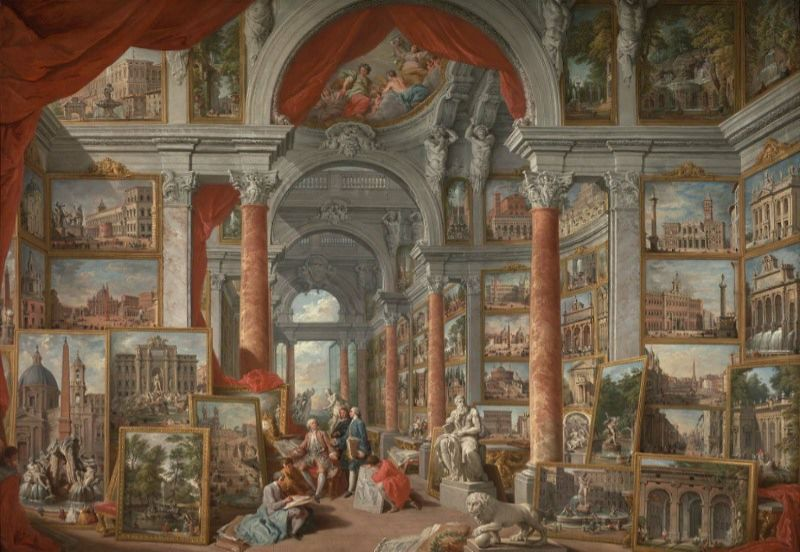
조반니 파니니, 로마 안티카, c.1755
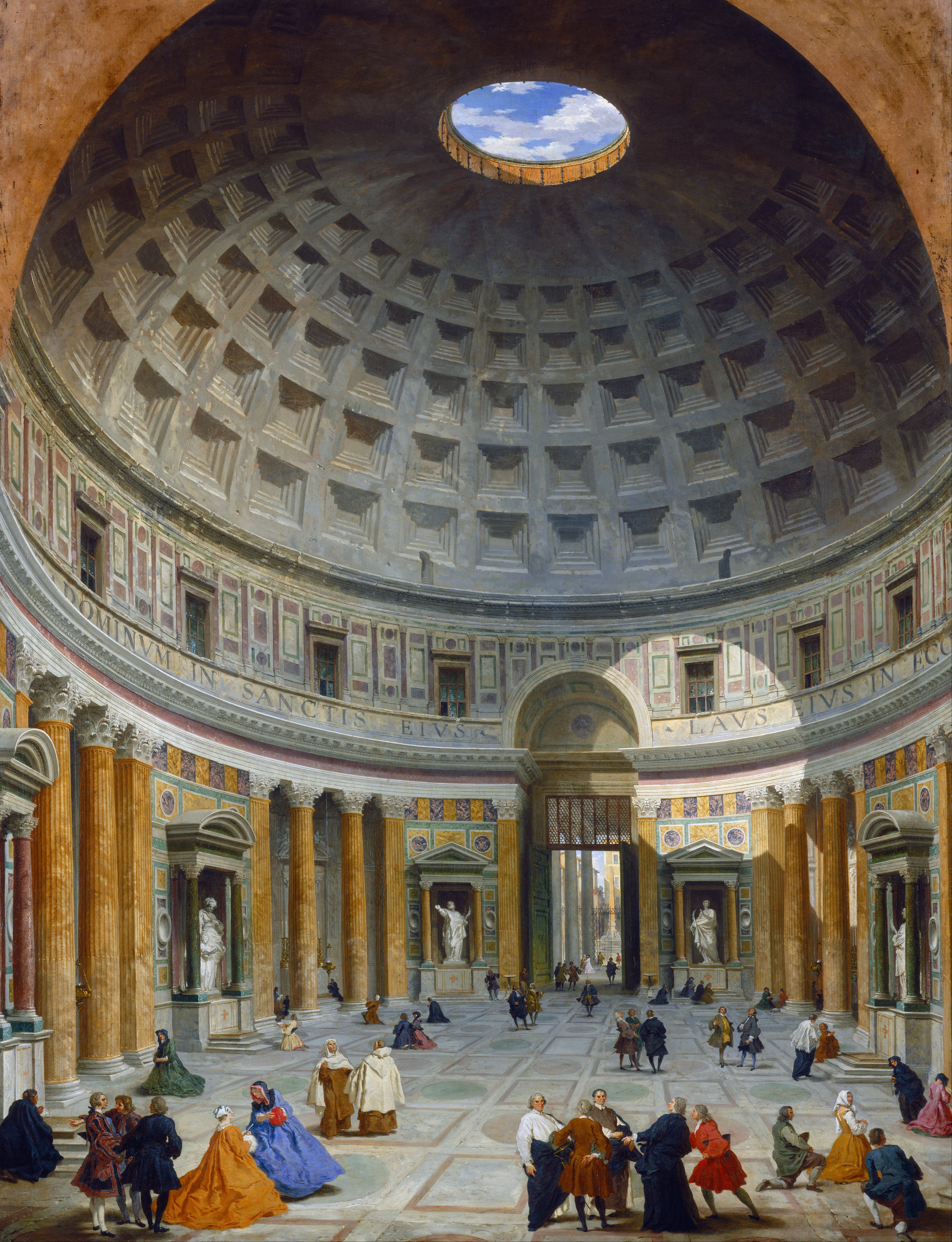
조반니 파니니, 판테온, 1734
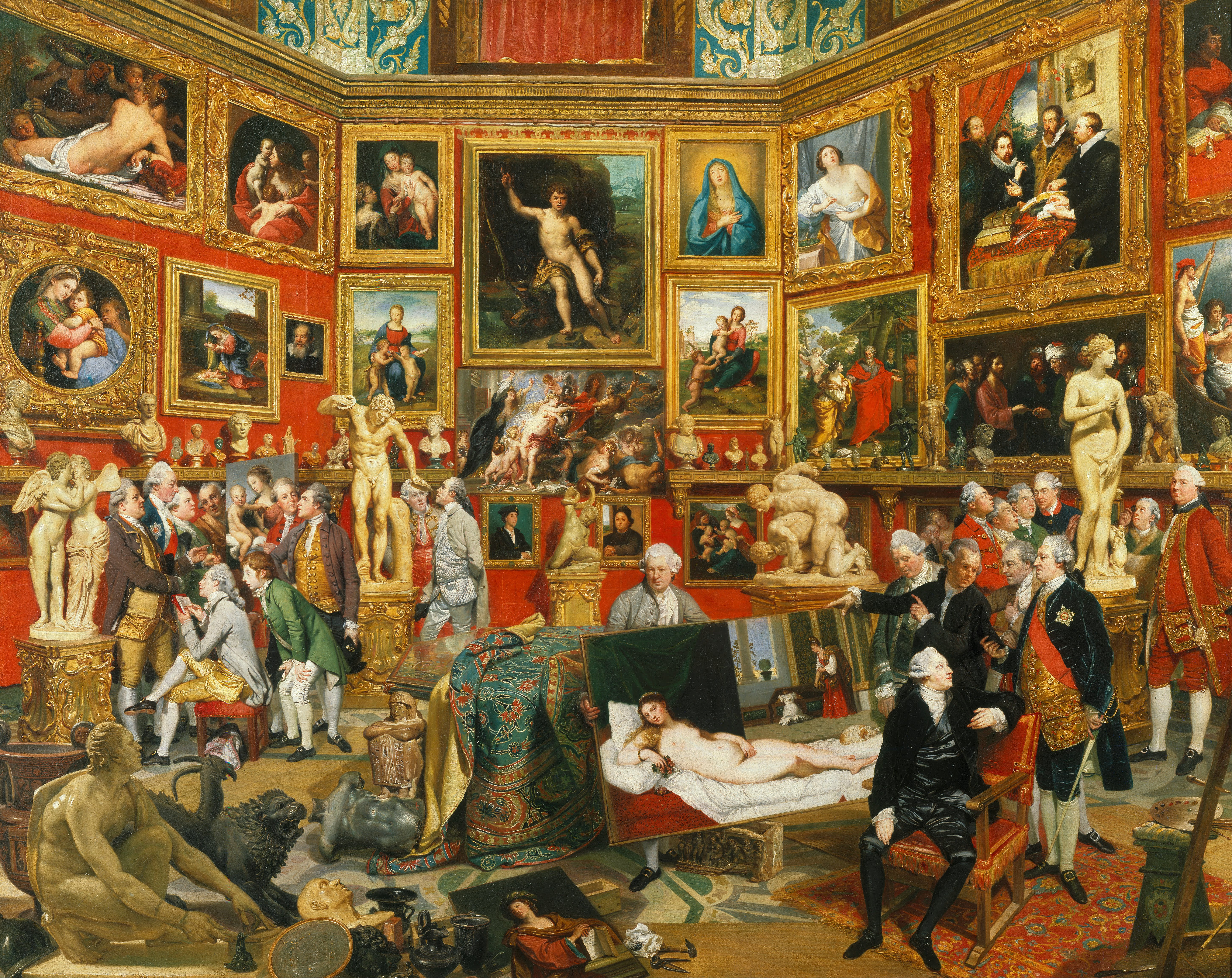
요한 초파니, 우피치의 방, 1772-78

## 특징
- 신고전주의는 고전적 내용, 역사적 내용, 엄숙함, 공공을 위해 개인을 희생하는 모습, 애국심, 영웅적 모습 등을 강조했고 따라서 트로이가 인기를 끌었다. 영국인들은 자기들의 현재 모습을 고대 그리스인에 이입하려 했다. 1756년~63년 오스트리아와 프로이센 간의 영토 분쟁으로 벌어진 7년 전쟁과 1754년~63년 프랑스와 영국이 식민지를 두고 벌인 전쟁에서 영국이 모두 승리해 국가적 위상이 높아진 상태였기 때문이다.
- 신고전주의 회화의 특징은 연극무대처럼 한정된 공간, 단순한 구도, 건축적 배경이 많고, 등장인물은 적다. 또한 숨어있는 비극적 감정을 표현하고자 한다. 여기서 <화가, 귀족, 딜러>의 네트워크는 대중적 취향을 형성하고, 그랜드투어를 가지 못하는 영국 귀족들에게 '판매'했다.
- 문학활동이 문재통제안에 가둬지고 규범과 규칙 단순화를 특징으로 한다.

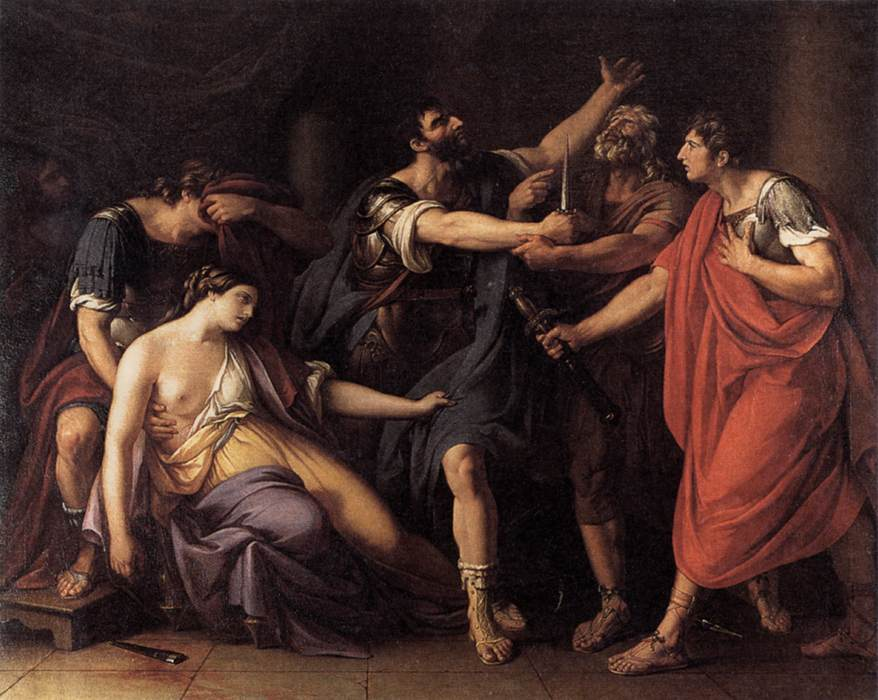
게빈 해밀턴, 브루투스의 맹세, c.1763
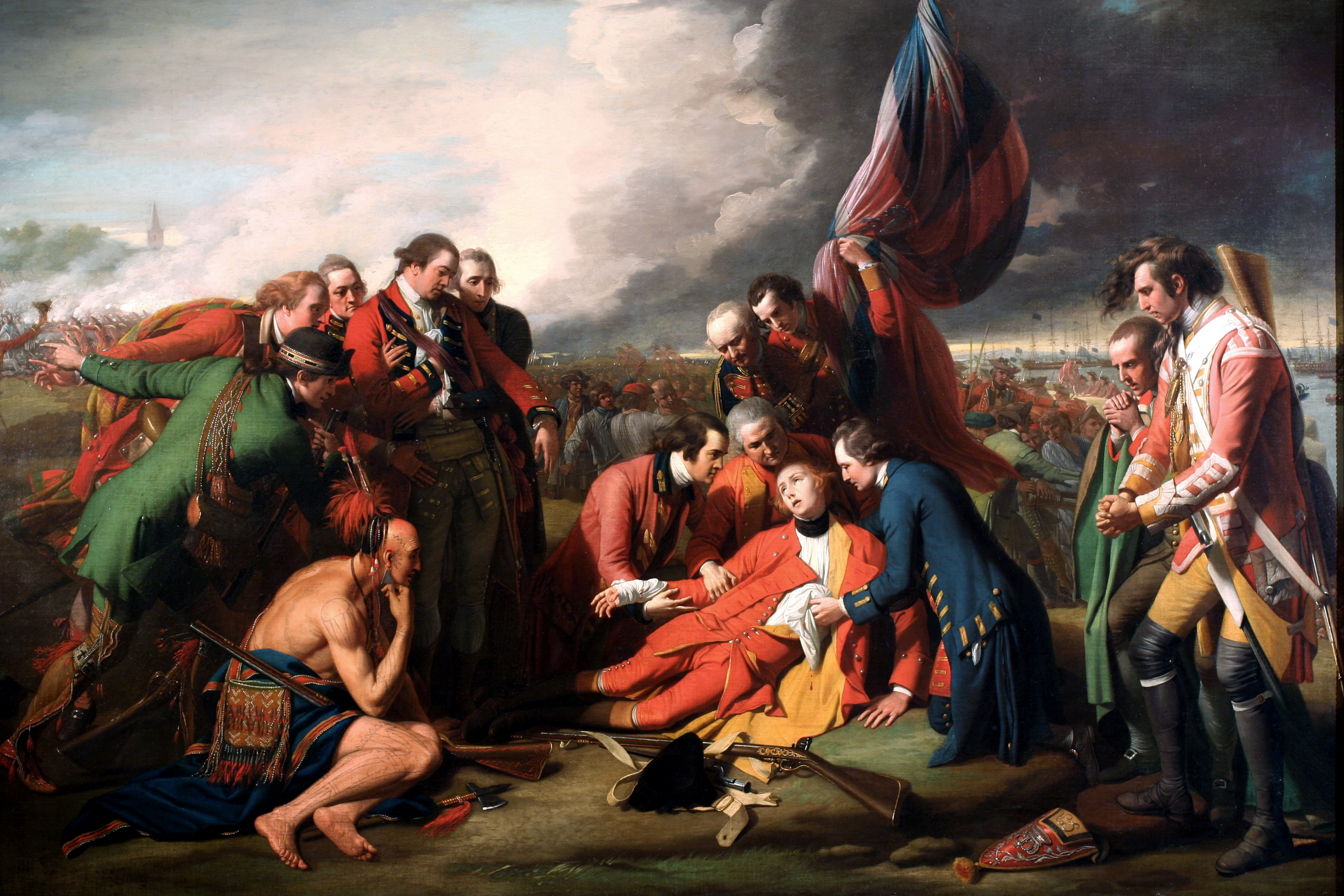
벤자민 웨스트, 볼프 장군의 죽음, 1770
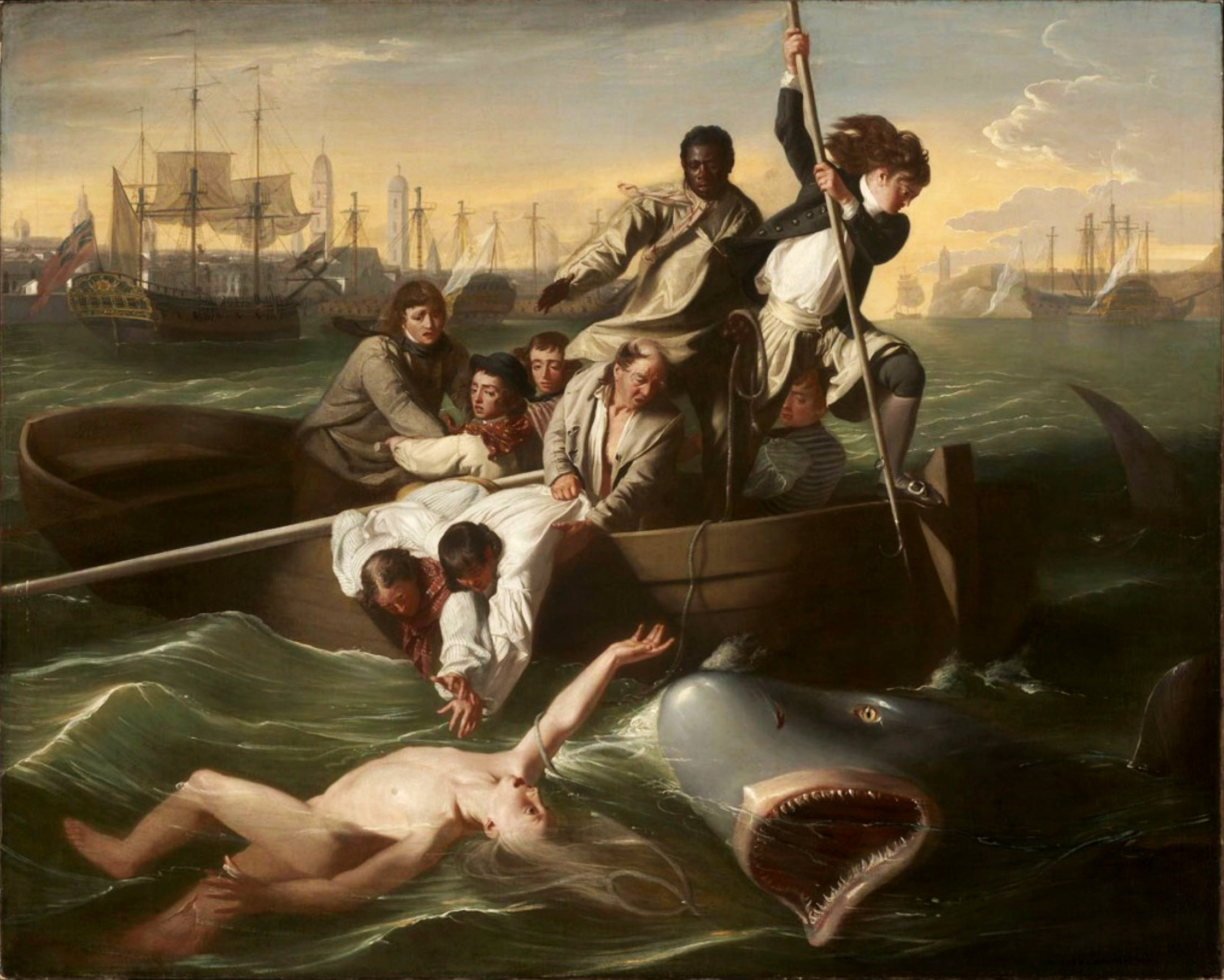
존 싱글턴, 왓슨과 상어, 1778
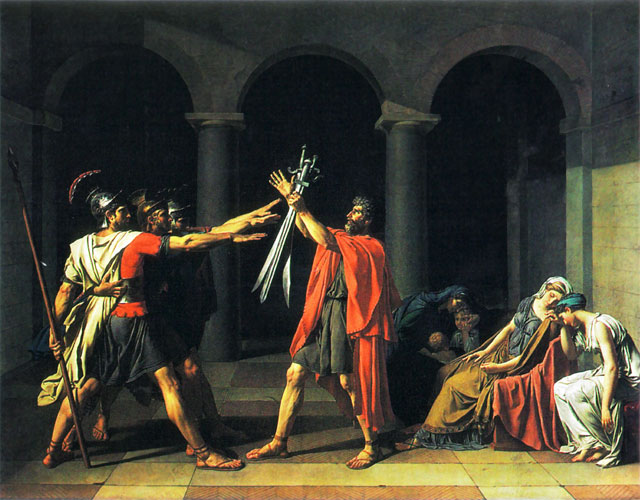
자끄 루이 다비드, 호라티우스의 맹세, 1784
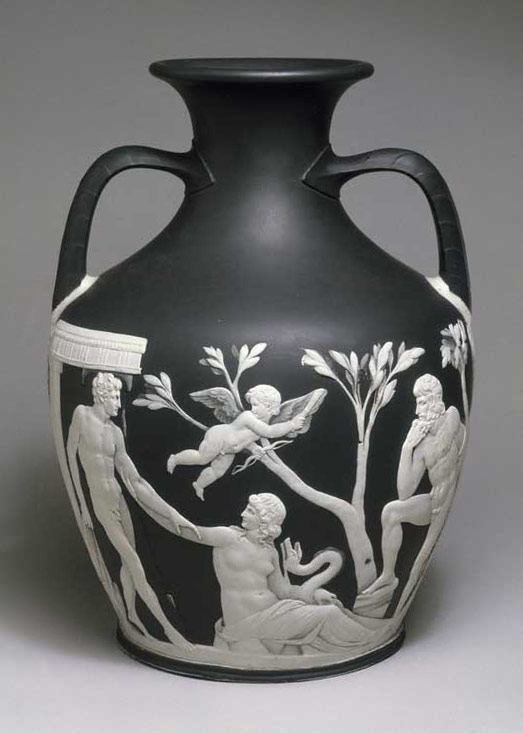
웨지우드, 포트란드 화병 모조품

## 발전양상
- 당시 프랑스의 모든 화가는 도제 시스템으로 키워졌다. 각각의 길드에는 여러 공방이 소속되어 있으며 공방에는 장인과 도제가 속해있는 식이었다. 공방의 활동은 왕에 의해 통제받지 않았으나 프랑스 아카데미가 설립되면서 정부, 귀족, 교회에 의해 중앙집권적 통제가 시작되었다. 아카데미의 설립 후 모든 화가들이 거기에 소속되고 왕의 주문과 지도를 받았다. 아카데미 회원들은 1년에 두 번 열리는 살롱전에 참가할 수 있었는데 이 전시는 공공에 열람되었기 때문에 많은 사람들의 기대와 관심이 모이는 행사였다. 이 살롱전을 통해 왕을 중심으로 하는 정부가 그들의 고귀한 미적 취향을 대중에게 전파하게 되었고, 공적인 미술비평의 기회도 형성되었다. 도제는 아카데미 회원이 되기 위해 살롱전 1위상인 그랑프리를 수상하고, 그 후에는 로마에서 1년간 수련을 한 뒤 아카데미의 작품 심사를 받아야 비로소 가입이 가능했다.
- 살롱전에서 회화 작품의 가치는 역사, 인물, 장르, 정물, 풍경 순으로 등급이 매겨졌다. 역사화의 주제는 자연에서 유래된 것이 아니라 이성적인 것(성경, 신화, 고대사, 당대의 역사적 사건 등)에서 유래되었으므로 가치있다고 여겼다. 여성화가의 경우 아카데미에 가입은 가능하나 그랑프리 수상은 불가능했으며 역사화를 그릴 수 있는 훈련도 받을 수 없었다.

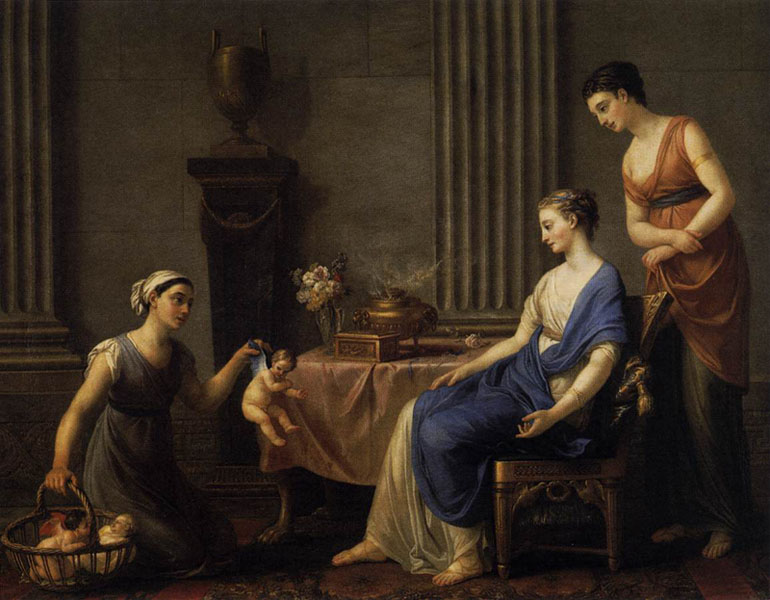
조셉 마리 비엥,큐피드 상인,1763
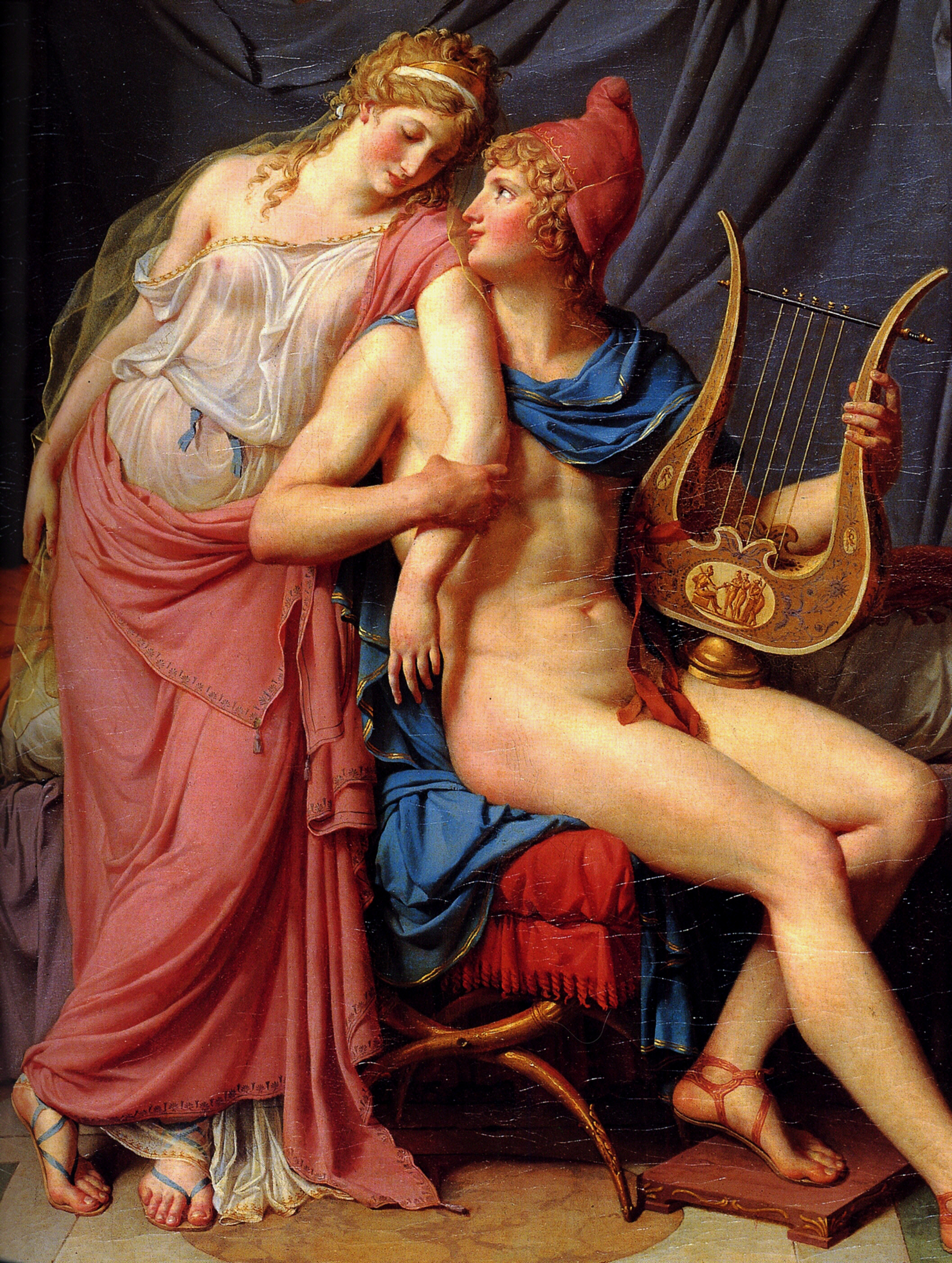
자끄 루이 다비드, 파리스와 헬레네,1788
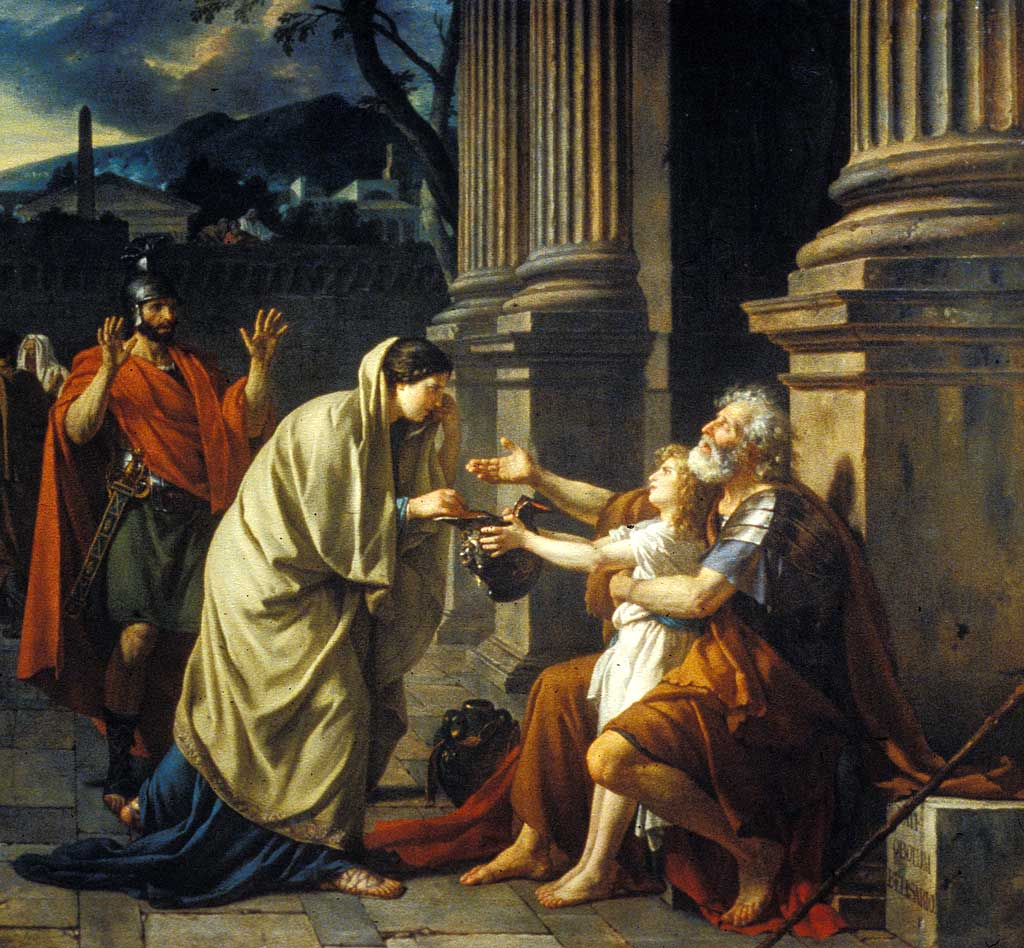
자끄 루이 다비드, 벨리사리우스, 1781
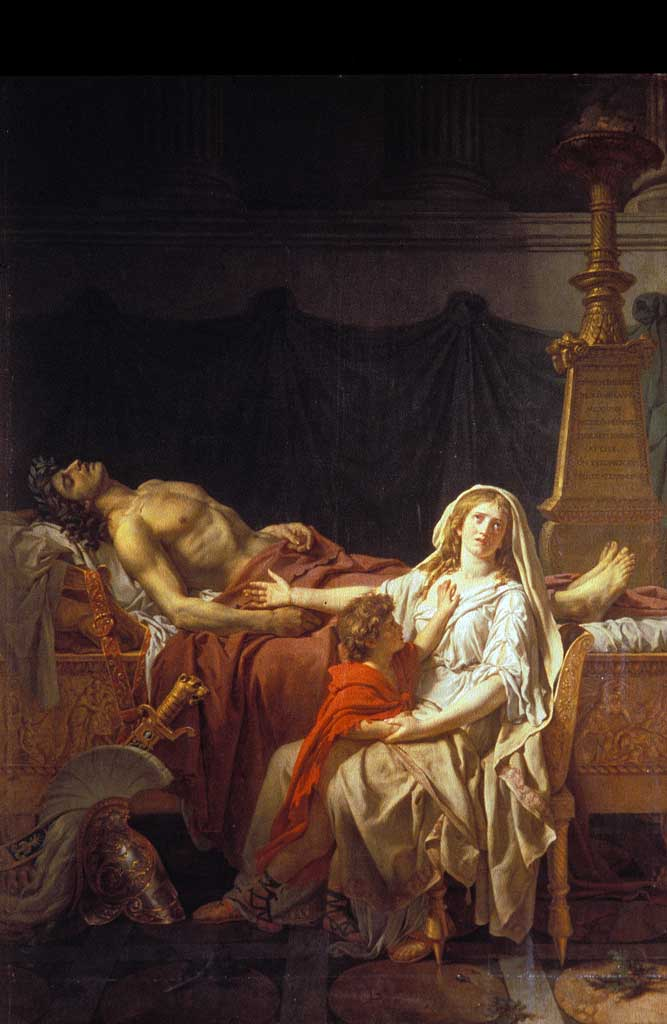
자끄 루이 다비드, 헥토르의 죽음을 슬퍼하는 안드로마케,1783
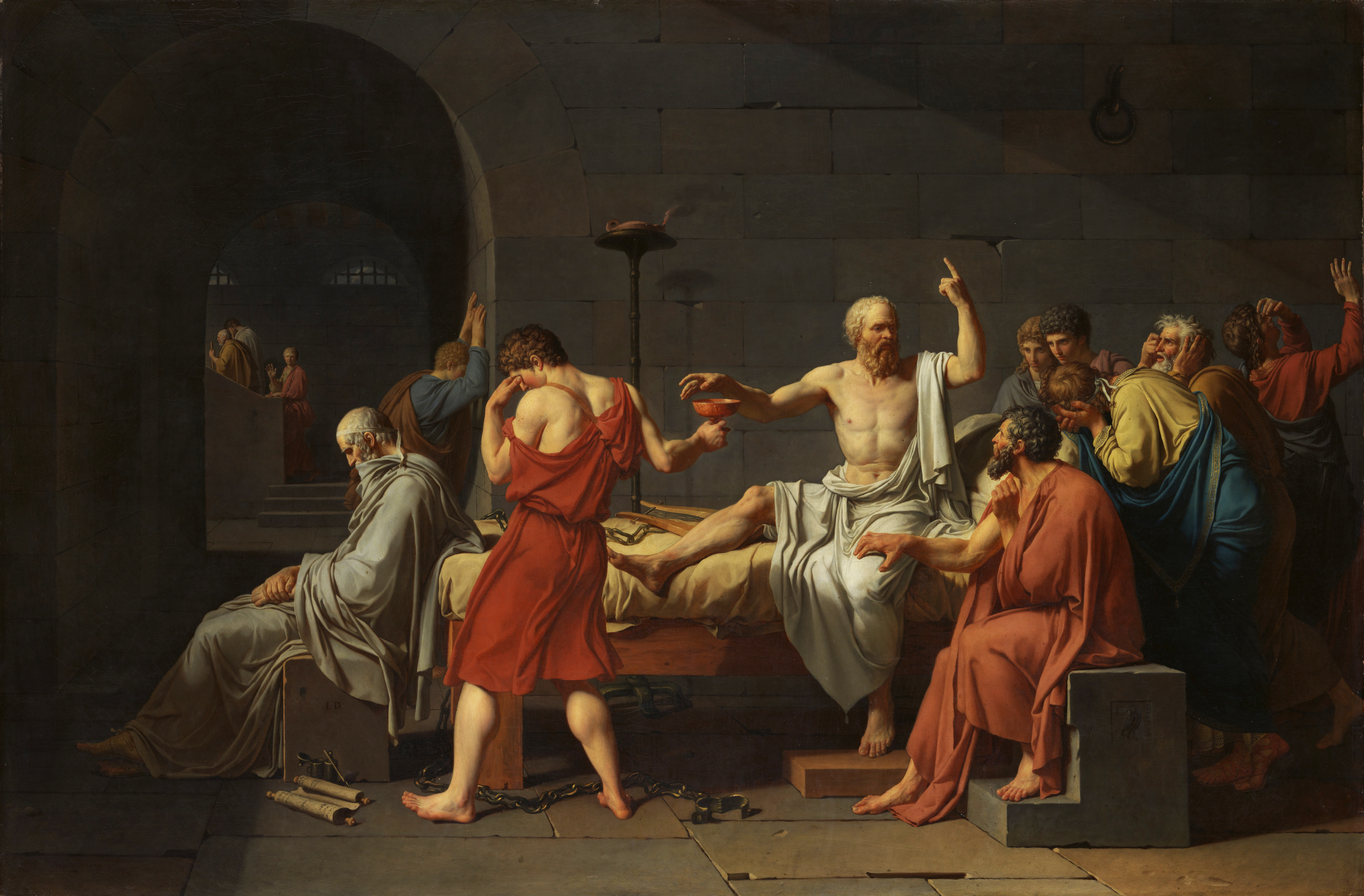
자끄 루이 다비드, 소크라테스의 죽음,1787
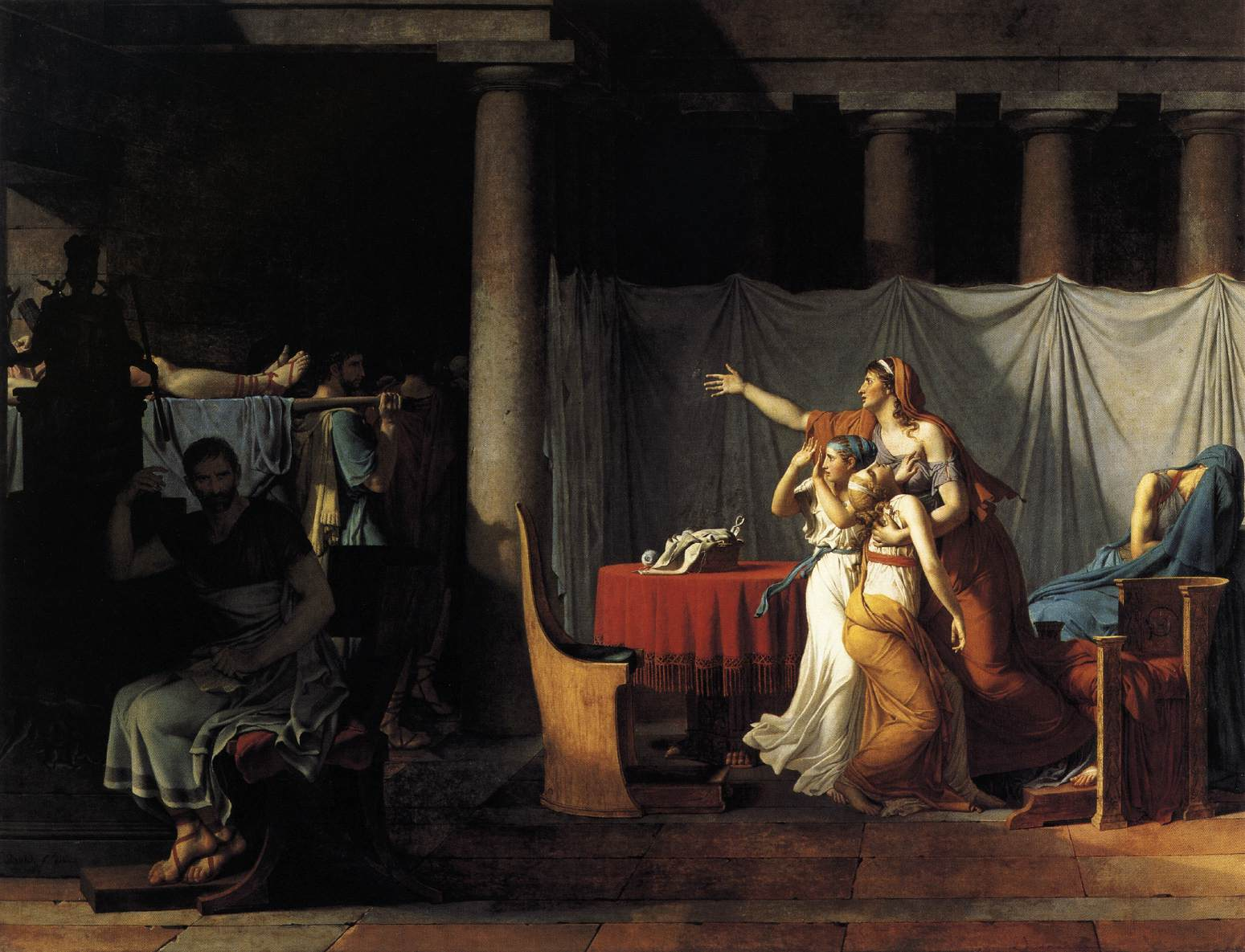
자끄 루이 다비드, 브루투스 아들의 시체가 돌아오다,1789
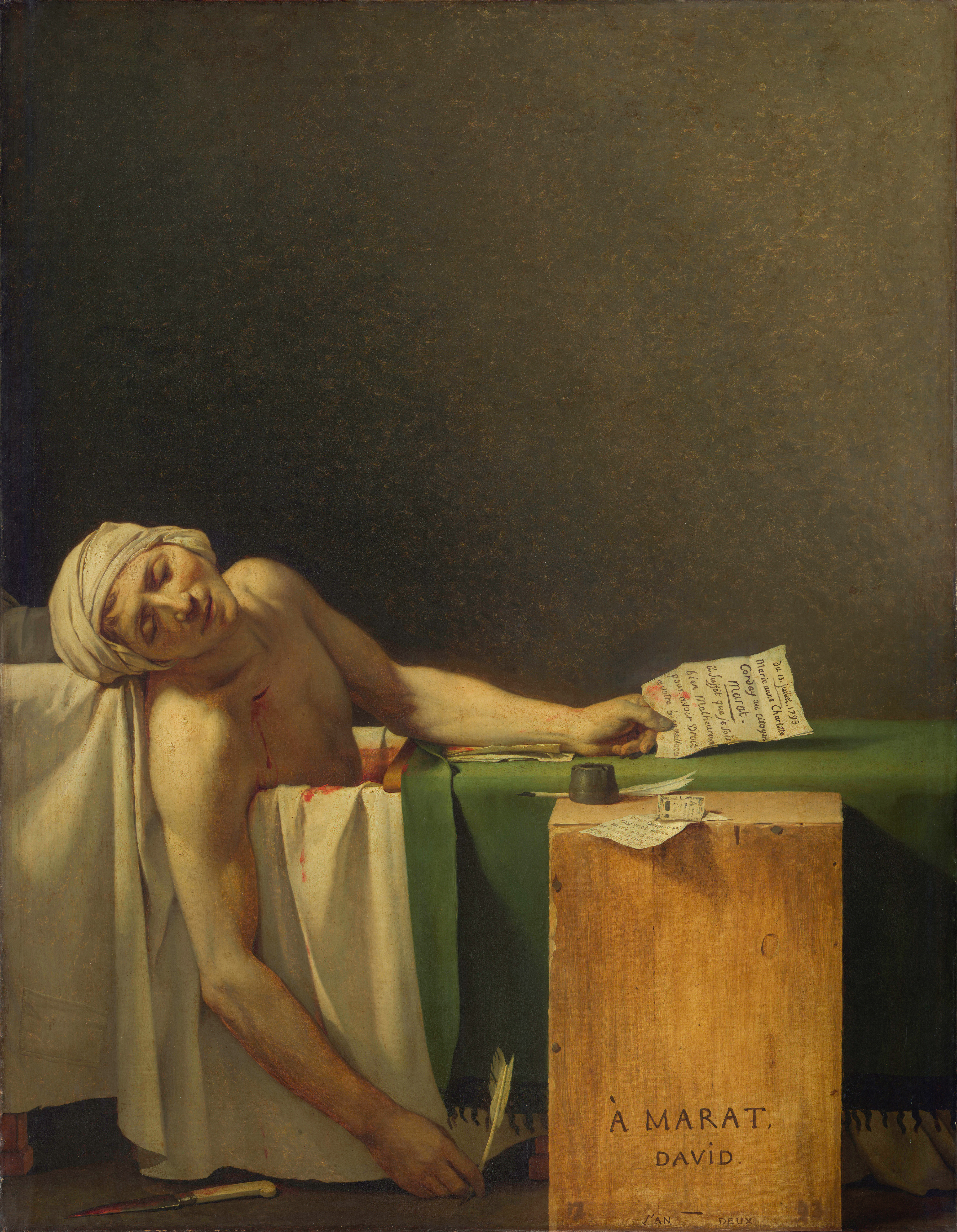
자끄 루이 다비드, 마라의 죽음, 1793

## 같이 보기
- 나치 건축
- 신고전주의 건축